# 朝倉千筆
朝倉 千筆（あさくら ちふで、1936年1月27日 - ）は東京府出身の脚本家。別名、朝倉和泉。父は仏文学者の朝倉季雄。

## 経歴・人物
仏文学者朝倉季雄の長女。桐朋女子高等学校を経て、1959年、津田塾大学学芸学部英文学科卒業。25歳の時、父の門人の中川信（1930‐1991、仏文学者。東京大学文学部仏文科卒、お茶の水女子大学教授。法政大学参事・中川秀秋の子）と結婚。32歳で二児の母となる。1972年にシナリオの勉強を始めて、1974年に『太陽にほえろ!』第109話「俺の血をとれ!」で脚本家デビュー（小川英との共作）。主にテレビドラマに力を入れ、『魔法使いサリー』などの脚本を担当。
1977年10月、中川と離婚。二人の子供を育てながら放送作家として活躍していたが、1979年1月14日、長男が千筆の母を殺害して投身自殺。この体験に基づき、朝倉和泉名義で『還らぬ息子 泉へ』（中央公論社、1980年）『死にたいあなたへ』（中央公論社、1981年）を上梓。長男の死後はドラマを諦め、アニメのシナリオライターに転じる。
1980年代には『スプーンおばさん』『とんがり帽子のメモル』『オヨネコぶーにゃん』『ガラスの仮面』『おねがい!サミアどん』『メイプルタウン物語』『新メイプルタウン物語 パームタウン編』などの脚本を手がけていたが、1986年に日本語教師を兼ねるようになる。1991年、単身アメリカ合衆国ジョージア州コロンバスに渡り、コロンバス・ステート・コミュニティ・カレッジにて9ヶ月間カレッジインターンシップとして日本語を教える。1992年に日本へ帰国。この体験に基づき、『マイ・チャレンジ──女ひとり、アメリカへの旅立ち』（中央公論社、1994年）を刊行した。